# Wojsławy
Wojsławy – wieś w Polsce położona w województwie podlaskim, w powiecie kolneńskim, w gminie Grabowo.
W latach 1975–1998 miejscowość administracyjnie należała do województwa łomżyńskiego.
Wierni kościoła rzymskokatolickiego należą do parafii Przemienienia Pańskiego w Wąsoszu.